# Лавандевіл (бахш)
Лавандевіл (перс. لوندویل) — бахш в Ірані, в шагрестані Астара остану Ґілян. За даними перепису 2006 року, його населення становило 20721 особу, які проживали у складі 4891 сімей.

## Дегестани
До складу бахша входять такі дегестани:
- Лавандевіл
- Челеванд